# コミックコスチューム・レース
コミックコスチューム・レースは、1896年にイギリスでロバート・W・ポールによって製作された白黒フィルムのサイレント映画であり、1896年7月14日にロンドンのハーン・ヒルで行われた音楽堂運動会での仮装競争を記録したもの。（レースの参加者は不明）運動会は年に一度のチャリティーイベントで、他にも、エッグ&スプーンレースや二人三脚のような種目で構成されていた。このフィルムは音楽堂運動会に関して現存するもっとも優れた記録である。
BFIスクリーンオンラインのマイケル・ブルックによれば 「映画は1896年11月23日にウィンザー城で上映され」、「ポールは彼の広告に王室の公認を得ることができた」。この作品はBFI DVD『R.W. Paul: The Collected Films 1895-1908』に収録されている。
音楽堂運動会の仮装レースを撮影したもう一つのフィルムは、1898年に製作された。 1899年、セシル・ヘプワースはよく似たレースのフィルムを『サイクリストのためのコミックコスチューム・レース』（原題:Comic Costume Race for Cyclists）として発表した。フィルムの内容は、サイクリストの集団が衣類の山に向かって競争し、その後警察官やピエロの仮装をして再登場したあと、ゴールのラインまで競争を始めるというもの。